# Colonia Popular
Colonia Popular est une commune d'Argentine, située dans la province de Chaco et le département de Libertad.